# Diecezja Matanzas
Diecezja Matanzas (łac. Dioecesis Matansansis) – rzymskokatolicka diecezja na Kubie należąca do metropolii San Cristobal de la Habana. Została erygowana 10 grudnia 1912 roku.

## Ordynariusze
- Charles Warren Currier (1913–1914)
- Severiano Sainz y Bencamo (1915–1937)
- Alberto Martín y Villaverde (1938–1960)
- José Maximino Eusebio Domínguez y Rodríguez (1961–1986)
- Mariano Vivanco Valiente (1987–2004)
- Manuel Hilario de Céspedes y García Menocal (2005–2022)
- Juan Gabriel Diaz Ruiz (od 2022)